# Bocas del Toro (miasto)
Bocas del Toro – miasto w Panamie, położone na jednej z wysp archipelagu Bocas del Toro. Jest ośrodkiem administracyjnym prowincji Bocas del Toro.